# Тети (Кунео)
Тети је насеље у Италији у округу Кунео, региону Пијемонт.
Према процени из 2011. у насељу је живело 384 становника. Насеље се налази на надморској висини од 731 м.